# Houstonovy řasy
Houstonovy řasy, lat. plicae transversae recti, jsou příčně probíhající řasy ve stěně konečníku. Obvykle jsou tři, první, plica transversalis recti superior, a třetí, plica transversalis recti inferior, vycházejí zleva, prostřední, největší, se nachází v konečníku zprava. Tato prostřední se označuje též jako Kohlrauschova řasa. Není ovšem výjimečné vytvoření pouze dvou, nebo naopak čtyř řas.
Každá z řas je asi 12 mm široká a je vytvořena příčně probíhající, cirkulární svalovinou stěny konečníku. Slouží jako chlopně zpomalující posun stolice směrem k řitnímu otvoru, čímž zabraňují stálému nucení k defekaci. Jsou též anatomickou specialitou lidí, zatím nebyly nalezeny u žádného zvířete.